# Nederlandse kampioenschappen schaatsen sprint 2017
De Nederlandse kampioenschappen schaatsen sprint 2017 (voor mannen en vrouwen) vonden plaats op 21 en 22 januari in het Thialf-stadion te Heerenveen. Voor de mannen was het de 49e editie, voor de vrouwen de 35e. Tegelijkertijd werden de Nederlandse kampioenschappen schaatsen allround 2017 afgewerkt op deze baan.

## Programma
| Zaterdag 21 januari                                                     | Zondag 22 januari                                                       |
| ----------------------------------------------------------------------- | ----------------------------------------------------------------------- |
| 500 meter vrouwen 500 meter mannen 1000 meter vrouwen 1000 meter mannen | 500 meter vrouwen 500 meter mannen 1000 meter vrouwen 1000 meter mannen |

## Mannen

### Afstandmedailles
| Afstand  | 1e                        | 2e            | 3e               |
| -------- | ------------------------- | ------------- | ---------------- |
| 1e 500m  | Jan Smeekens              | Ronald Mulder | Dai Dai Ntab     |
| 1e 1000m | Hein Otterspeer           | Ronald Mulder | Lucas van Alphen |
| 2e 500m  | Jan Smeekens Dai Dai Ntab | -             | Ronald Mulder    |
| 2e 1000m | Ronald Mulder             | Thomas Krol   | Pim Schipper     |

### Eindklassement
| #      | Schaatser          | Punten  | 500m       | 1000m        | 500m       | 1000m        |
| ------ | ------------------ | ------- | ---------- | ------------ | ---------- | ------------ |
| Goud   | Ronald Mulder      | 139.555 | 34,98 (2)  | 1.10,01 (2)  | 35,00 (3)  | 1.09,14 (1)  |
| Zilver | Jan Smeekens       | 140.645 | 34,85 (1)  | 1.10,77 (8)  | 34,94 (1)  | 1.10,44 (9)  |
| Brons  | Pim Schipper       | 141.15  | 35,65 (7)  | 1.10,29 (5)  | 35,42 (4)  | 1.09,82 (3)  |
| 04     | Dai Dai Ntab       | 141.130 | 35,08 (3)  | 1.11,33 (11) | 34,94 (1)  | 1.10,89 (8)  |
| 05     | Thomas Krol        | 141.365 | 35,82 (10) | 1.10,27 (4)  | 35,77 (10) | 1.09,28 (2)  |
| 06     | Michel Mulder      | 141.765 | 35,43 (4)  | 1.11,04 (10) | 35,51 (5)  | 1.10,61 (7)  |
| 07     | Martijn van Oosten | 142.010 | 35,62 (6)  | 1.10,60 (7)  | 35,90 (13) | 1.10,38 (6)  |
| 08     | Lennart Velema     | 14.020  | 36,11 (14) | 1.10,37 (6)  | 35,71 (9)  | 1.10,03 (5)  |
| 09     | Lucas van Alphen   | 142.045 | 35,93 (12) | 1.10,15 (3)  | 36,06 (14) | 1.109,96 (4) |
| 10     | Gerben Jorritsma   | 142.650 | 35,88 (11) | 1.11,01 (9)  | 35,62 (8)  | 1.11,29 (11) |
| 11     | Gijs Esders        | 143.425 | 36,36 (17) | 1.11,38 (12) | 35,86 (11) | 1.11,03 (10) |
| 12     | Jesper Hospes      | 143,850 | 35,68 (9)  | 1.12,54 (12) | 35,90 (12) | 1.12,00 (14) |
| 13     | Aron Romeijn       | 143.890 | 35,94 (13) | 1.11,71 (14) | 36,15 (15) | 1.11,89 (13) |
| 14     | Thijs Roozen       | 145.040 | 36,66 (18) | 1.12,12 (15) | 36,50 (17) | 1.11,64 (12  |
| 15     | Niek Deelstra      | 145.770 | 36,17 (15) | 1.12,96 (18) | 36,68 (19) | 1.12,88 (16) |
| 16     | Frerik Scheffer    | 146.185 | 37,02 (19) | 1.12,71 (17) | 36,62 (18) | 1.12,38 (15) |
|        | Hein Otterspeer    | 105.980 | 35,66 (8)  | 1.09,44 (1)  | 35,60 (7)  | DNS          |
|        | Joost Born         | 108.330 | 36,21 (16) | 1.11,62 (13) | 36,31 (16) | DNF          |
|        | Sjoerd de Vries    | 071.130 | 35,55 (5)  | DNF          | 35,58 (6)  |              |
|        | Sander Meijerink   |         | WDR        |              |            |              |

## Vrouwen

### Afstandmedailles
| Afstand  | 1e                   | 2e                   | 3e                 |
| -------- | -------------------- | -------------------- | ------------------ |
| 1e 500m  | Sanneke de Neeling   | Floor van den Brandt | Anice Das          |
| 1e 1000m | Ireen Wüst           | Sanneke de Neeling   | Anice Das          |
| 2e 500m  | Floor van den Brandt | Anice Das            | Sanneke de Neeling |
| 2e 1000m | Ireen Wüst           | Letitia de Jong      | Anice Das          |

### Eindklassement
| #      | Schaatsster          | Punten  | 500m       | 1000m          | 500m         | 1000m           |
| ------ | -------------------- | ------- | ---------- | -------------- | ------------ | --------------- |
| Goud   | Ireen Wüst           | 154.225 | 39,28 (5)  | 1.15,73 (1)    | 39,20 (5)    | 1.15,76 (1)     |
| Zilver | Anice Das            | 154.975 | 38,95 (3)  | 1.17,21 (3)    | 38,82 (2)    | 1.17,20 (3)     |
| Brons  | Sanneke de Neeling   | 155.035 | 38,88 (1)  | 1.16,92 (2)    | 38,98 (3)    | 1.17,43 (4)     |
| 04     | Floor van den Brandt | 155.850 | 38,93 (2)  | 1.18,12 (4)    | 38,78 (1)    | 1.18,16 (7)     |
| 05     | Letitia de Jong      | 156.390 | 39,46 (6)  | 1.18,35 (8)    | 39,23 (7)    | 1.17,05 (2)     |
| 06     | Janine Smit          | 156.405 | 39,14 (4)  | 1.18,21 (7)    | 39,02 (4)    | 1.18,28 (8)     |
| 07     | Bo van der Werff     | 157.380 | 39,56 (7)  | 1.18,74 (10)   | 39,21 (6)    | 1.18,48 (9)     |
| 08     | Lotte van Beek       | 158.060 | 39,93 (9)  | 1.18,17 (5)    | 40,01 (12)   | 1.18,07 (5)     |
| 09     | Tessa Boogaard       | 158.385 | 39,93 (9)  | 1.19,37 (12)   | 39,48 (8) pr | 1.18,58 (10) pr |
| 10     | Roxanne van Hemert   | 158.525 | 40,32 (14) | 1.18,19 (6)    | 40,07 (13)   | 1.18,08 (6)     |
| 11     | Leeyen Harteveld     | 158.845 | 40,14 (11) | 1.18,56 (9) pr | 39,93 (10)   | 1.18,99 (11)    |
| 12     | Esmé Stollenga       | 159.325 | 39,59 (8)  | 1.19,70 (13)   | 39,86 (9)    | 1.20,05 (12)    |
| 13     | Helga Drost          | 160.970 | 40,50 (15) | 1.20,52 (14)   | 39,99 (11)   | 1.20,44 (14)    |
| 14     | Manouk van Tol       | 160.985 | 40,50 (15) | 1.19,24 (11)   | 40,66 (17)   | 1.20,41 (13)    |
| 15     | Danouk Bannink       | 161.520 | 40,21 (13) | 1.21,28 (15)   | 40,08 (14)   | 1.21,018 (15)   |
| 16     | Josien van der Wal   | 162.360 | 40,20 (12) | 1.22,01 (17)   | 40,43 (16)   | 1.21,45 (16)    |
| 17     | Naomi Weeland        | 163.140 | 40,55 (17) | 1.22,62 (18)   | 40,37 (15)   | 1.21,82 (17)    |
| 18     | Fabiënne Winkel      | 164.305 | 40,88 (19) | 1.21,85 (16)   | 40,88 (18)   | 1.23,24 (18)    |
| 19     | Ariane Smit          | 165.775 | 41,34 (20) | 1.2,65 (19)    | 41,45 (19)   | 1.23,32 (19)    |
|        | Dione Voskamp        | 040.730 | 40,73 (18) | DNS            |              |                 |